# La Cuisine (Intérieur)
Pour les articles homonymes, voir Cuisine (homonymie).
La Cuisine (Intérieur) ou Intérieur de cuisine est un tableau réalisé par le peintre français Maurice de Vlaminck en 1905. Cette huile sur toile fauve représente l'intérieur d'une cuisine où se distinguent notamment une table au centre, une fenêtre à l'arrière-plan et une femme à gauche. Récupérée en Allemagne à la chute du Troisième Reich, elle est aujourd'hui conservée au musée national d'Art moderne, à Paris.